# Thank You Girl
«Thank You Girl» (с англ. — «Спасибо, девушка») — песня, написанная авторским дуэтом Леннон — Маккартни и выпущенная группой «Битлз» на стороне «Б» сингла «From Me to You» в 1963 году. Кроме этого песня была выпущена в составе британского мини-альбома «The Beatles’ Hits», американского студийного альбома The Beatles’ Second Album, сборного альбома Rarities (1978). Песня была также выпущена на стороне «Б» другого сингла группы — Do You Want to Know a Secret? (который достиг 35-й позиции в хит-параде Billboard Hot 100 весной 1964 года.

## История песни
Песня была написана Джоном Ленноном и Полом Маккартни в качестве дани уважения к многочисленным поклонницам группы; исходное название песни было «Thank You, Little Girl». По словам Маккартни, «Мы знали, что если мы напишем песню под названием „Спасибо, девушка“, многие из тех девушек, что писали нам письма, примут это за искреннее „спасибо“. Поэтому многие из наших песен были напрямую обращены к поклонникам». Песня была написана совместно двумя авторами; Иэн Макдональд предполагал, что в отношении текста Леннон вероятней всего писал первые строчки куплетов, тогда как Маккартни была отдана роль дописывать их.
Леннон позже отмечал, что песня изначально задумывалась как сингл: «„Thank You Girl“ была одной из попыток написать сингл, которая не удалась. Поэтому песня стала стороной „Б“ или просто альбомной композицией». В апреле 1972 в интервью журналу Hit Parader он сказал: «Песня была написана Полом и мной. Это была просто глупенькая наскоро написанная песенка». Маккартни, похоже, сходился с Ленноном в оценках, отзываясь о «Thank You Girl» как о «несколько заказной песне, которая тем не менее стала хорошей практикой».
Авторство и «From Me to You», и «Thank You Girl» было обозначено как «McCartney-Lennon», также как и у восьми оригинальных песен альбома Please Please Me. Более привычное сейчас обозначение «Леннон — Маккартни» стало обычным начиная с их следующего сингла «She Loves You».

## Запись песни
Запись песни состоялась в два этапа. 5 марта 1963 на студии «Эбби Роуд» было записано тринадцать дублей. В тот же день группа записала песню «From Me To You»; кроме того, в тот же день были предприняты попытки записать две композиции, которые впоследствии были перезаписаны и включены в более поздние альбомы группы: «One After 909» (вышла на альбоме Let It Be) и «What Goes On» (вышла на альбоме Rubber Soul). Позднее, 13 марта, было записано 15 дублей гармонических наложений.
Песня стала первой композицией группы, где использовалась практика «двойного записывания и сведения» основного вокала — практики, которую группа впоследствии использовала неоднократно.
Стерео-микс песни, вошедший в альбом The Beatles’ Second Album, заметно отличается от оригинального моно-микса в средней восьмитактовой секции и в самом конце — в стерео-версии слышится несколько дополнительных музыкальных фраз в исполнении губной гармоники; кроме того, в стерео-микс был добавлен эффект реверберации. Стерео-микс, соответствующий оригинальной версии песни, был впервые выпущен в составе сборника Past Masters в 2009 году.
В записи участвовали:
- Джон Леннон — дважды записанный и сведённый вокал, ритм-гитара, губная гармоника
- Пол Маккартни — подголоски, бас-гитара
- Джордж Харрисон — соло-гитара
- Ринго Старр — ударные